# جغرافيا متكاملة

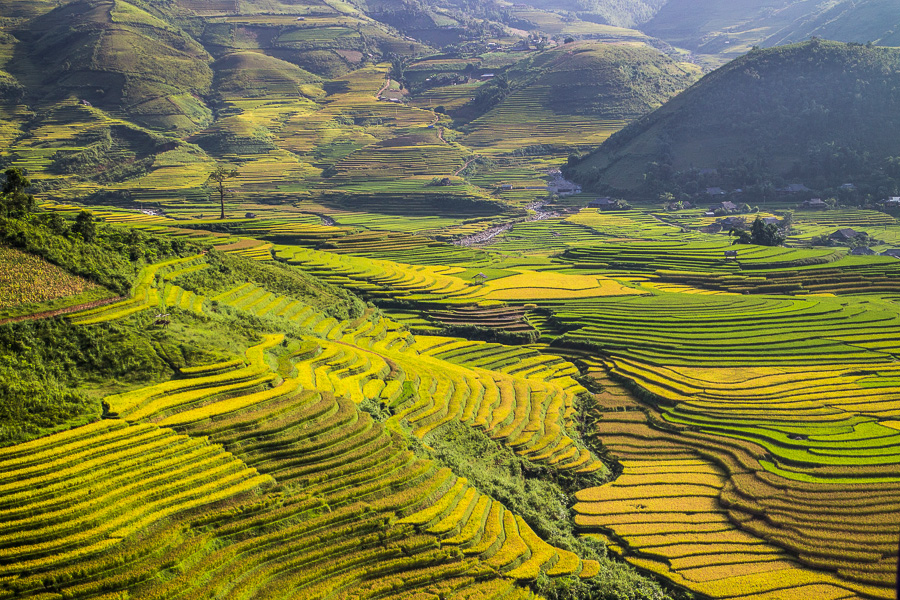
تقع مصاطب الأرز في منطقة مو تسانغ تشاي fمقاطعة يين باي في فيتنام

الجغرافيا المتكاملة أو تكامل الجغرافيا أو الجغرافيا البيئية هي فرع من فروع الجغرافيا يصف ويشرح الأوجه المكانية للتفاعلات بين البشر والعالم الطبيعي والطبيعية أو المحيطات المادية حيث يعيش الأشخاص والنباتات والحيوانات. وهو يتطلب فهمًا لديناميكيات الجيولوجيا وعلم الطقس وعلم المياهيات والجغرافيا الحيوية والبيئة وعلم البيئة، بالإضافة إلى الطرق التي تتصور بها المجتمعات البشرية البيئة (الجغرافيا الثقافية). وإلى درجة محددة، يمكن أن ينظر إليه على أنه تابع للجغرافيا البشرية المادية (Physische Anthropogeographie) - وهو مصطلح تمت صياغته من خلال عالم الجغرافيا في فيينا ألبريشت بينك في عام 1924 والثقافة الجغرافية أو علم البيئة البشري (هارلان إتش باروز 1923).
كانت الارتباطات بين الجغرافيا الثقافية والمادية في وقت ما أكثر وضوحًا مما هي عليه اليوم. ومع التفكير في الخبرات البشرية من ناحية العالم من خلال التقنيات، غالبًا ما أصبحت العلاقات غير واضحة. وبالتالي، تمثل الجغرافيا المتكاملة مجموعة هامة للغاية من الأدوات التحليلية لتقييم تأثير التواجد البشري على البيئة من خلال قياس نتيجة الأنشطة البشرية على التضاريس والدورات الطبيعية. وبالتالي فإنها ينظر إليها على أنها فرع ثالث من فروع الجغرافيا، مقارنة بالجغرافيا المادية والبشرية.[بحاجة لمصدر]
(الجغرافيا البشرية)تتطلب فهم لداينميكا الفيزياء الجغرافية والطرق التي تتصورها المجتمعات البشرية للبيئة. وهكذا، إلى درجة معينة قد يرى على انه وريث للفيزياء،Anthropogeographie مصطلح صاغته جامعة ڤينا الجغرافي ألبريشت بينك في عام 1924 والجغرافي الثقافي أو عالم البيئة البشرية هارلن باروز عام 1923 التكامل الجغرافي للولايات المتحدة يؤثر عليه من مدارس كارل سوير (بيركلي) الذي كانت نظريته تاريخية وجلبيرت وايت (شيكاغو) الذي طور نظرية أكثر تطيقاً، التكامل الجغرافي (كذلك، التكاملية الجغرافية، الجغرافية البيئية أو البيئة الجغرافية -البشرية) هو فرع الجغرافيا الذي يصف ويوضح الجوانب المكانية للتفاعلات بين الأفراد البشرية أو المجتمعات وبيئتها الطبيعية، الذي سمي مقرناً الأنظمة البيئية- البشرية
مفهوم البيئة: تُعرّف البيئة على أنّها نسيجٌ من التفاعلات المعقدة التي تحدث بين مكوّنات المحيط الطبيعي، من كائنات حيّة (الإنسان، والحيوان، والنبات)، وعناصر غير حيّة، والتي تكوّن ما يسمّى بالمحيط (التضاريس، والمناخ، والماء، والهواء، والتربة).
مفهوم البيئة في المنظور الجغرافي مفهومٌ يشير إلى علاقة التأثير المتبادل بين الإنسان ومحيطه البيئيّ، ولا يُعنى بدراسة البيئة الطبيعيّة بحد ذاتها، فهو مفهومٌ ذو عمقٍ كبير، يحتل مكانةً كبيرة في علم الجغرافيا، فالجغرافيا تتأثّر بالعلوم الطبيعيّة. استخدم هذا المفهوم في القرن التاسع عشر، بفعل تأثّر الجغرافيين بنظرية «دارون» حول النشوء والتطوّر، والتي تنص على أنّ العلاقة بين الكائنات الحيّة والوسط البيئي علاقة متبادلة، فقد حاولوا تطبيق هذه النظرية، من خلال دراسة العلاقة بين الإنسان والوسط الطبيعي، وظهر في ذلك الوقت مفهوم الإيكولوجيا في العلوم الطبيعية، فكان مفهوم البيئة في الجغرافيا يدرس الأرض باعتبارها موطن الإنسان.
ازدهر مفهوم البيئة في الجغرافيا خلال القرن العشرين، فلم يقتصر على دراسة تأثير البيئة الطبيعيّة على الإنسان، بل شمل دراسة العلاقة بين الإنسان وبيئته البشريّة، ثم ظهر مفهوم أزمة البيئة وهي دراسة تأثير الإنسان على البيئة، وأصبحت جغرافيّة البيئة تعالج مظاهر اختلال التوازن البيئيّ، ودور الإنسان وانعكاسته على هذه الأنشطة، لذلك أصبح للبيئة فكر جغرافي معاصر أكثر اتساعاً وشموليّة.
  دور الجغرافيا في حماية البيئة: تضم الجغرافيا كلّ ما يتعلق بالطبيعة، بما فيها حماية الطبيعة، وحماية الوسط المعيشيّ للإنسان، وتأثير نشاطات الإنسان المختلفة على هذا الوسط، إلا أنّ الجغرافيا ستبقى في طليعة العلوم القادرة على المساهمة في حل المشكلات التي تعاني منها البشريّة، بما فيها مشكلات حماية البيئة من التلوث، والاستخدام العقلاني للموارد الطبيعيّة، ووقف سباق التسلح والحروب والفقر والانفجار السكاني وغيرها.

يهتم علم الجغرافيا في العلاقة بين المجتمع البشري والطبيعة، وتعد مشكلة نفاذ الموارد الطبيعية من المشكلات المستعصية أمام البشريّة، حيث يزداد خطرها يوماً بعد يوم، وذلك مع تزايد استهلاك المواد الخلم الطبيعيّة واستنزافها، بتزايد عدد السكان بصورةٍ ملحوظة، وما يرافقها من مشكلاتٍ بيئيّة مختلفة، تهدّد البيئة وتدمّرها.
البيئة والمدارس الجغرافيّة الكبرى قد أثار موضوع البيئة جدلاً كبيراً وساخناً في أوساط الجغرافيين من القرن التاسع عشر إلى يومنا هذا، وأدى ذلك إلى فرز مدارس جغرافيّة بيئيّة مختلفة، وهي: مدرسة الحتميّة الطبيعيّة: تسعى إلى ضرورة تكيّف الإنسان مع محيطه الطبيعيّ، حتى يُكتب له البقاء، فالبقاء للأصلح، إلا أنّ هذه الفكرة تتجاهل القدرات التقنيّة والعلميّة. مدرسة الحتميّة الحضاريّة: تهدف إلى أنّ الأرض وما بها من موارد تعدّ ملكاً للإنسان، من خلال تحديد قيمتها وفق حاجته لها.
البيئة والمدارس الجغرافية الكبرى: أثار موضوع البيئة نقاشا ساخنا وجدلا كبيرا في أوساط الجغرافيين منذ القرن19 إلى اليوم، مما أفرز مدارس جغرافية بيئية مختلفة: أ- مدرسة الحتمية الطبيعية: والحتمية البيئية من الناحية الجغرافية تعني ضرورة تكيف الإنسان مع محيطه الطبيعي حتى يكتب له البقاء.تأثرت بفكر تشارلز داروين Darwin 1858 وزميله ألفريد ولاس A.Wallas عن التطور العضوي والبقاء للأصلح، حيث اعتنق هذه الفكرة من الوجهة الجغرافية الألماني راتزل Ratzel 1882، ومن بعده ديفيز Davis وسامبل Sambel وأخيراً هنتنجتون Huntington بالولايات المتحدة الأمريكية، وهي فكرة تتجاهل القدرات التقنية والعلمية التي سهلت لدول صغيرة محدودة الموارد - مثل اليابان- ب-مدرسة الحتمية الحضارية: ويمكن اعتبار عام 1922 بداية الانتفاضة والثورة على الحتم البيئي، وذلك على يد الفرنسي بول فيدال دي لابلاش، خلال كتابه «مبادئ الجغرافيا البشرية»، ثم جاء كارل ساور Sawar في 1925، بالولايات المتحدة مؤسسا لمدرسة جديدة مناهضة للحتم البيئي أطلق عليها مدرسة اللاندسكيب (هيئة الأرض/ المشهد) Landscape التي دف إلى أن الأرض وما ا من موارد ملك الإنسان، أي أن قيمتها تتحدد وفق حاجته لها واستغلاله إياها، بما يعني الحرية الكاملة للإنسان، ومناقضة مبدأ الحتم السابق. ج- مدرسة التفاعل المتبادل: إذا كانت المدرسة الأولى تركز على الجوانب الطبيعية ومش الجوانب البشرية، والثانية تعمل العكس، فإن مدرسة التفاعل المتبادل ترى أن ذلك منقاض للحقيقة العلمية ولمنطق التفكير الجغرافي الذي يتناول الظواهر في علاقتها التفاعلية. فالفصل بين ما هو طبيعي وما هو بشري هو تشويه للحقائق وهو شيء مفتعل. كما أنه لا يمكن الفصل بين الأسباب والنتائج، لأن ما هو نتيجة يمكن أن يصبح سببا والعكس صحيح. وتنادي هذه المدرسة بالتخلي عن النظرة السببية في تفسير الظواهر الجغرافية واستبدالها بنظرة نسقية، يتفاعل فيها الكل، ويكون فيها التأثير متبادلا بين الإنسان وبيئته. وقد ظهرت هذه المدرسة تحت تأثير عاملين رئيسين هما: - ظهور مفهوم المنظومة البيئية Ecosystèmeمنذ 1953. - ظهور نظرية الأنظمة العامة منذ الخمسينيات على يد البيولوجي Ludwing Von Betalanfly، والمنظومة هي وحدة متكاملة تتكون من مجموعة من العناصر أو الأشياء لها مجموعة من الخصائص تربط بينها سلسلة من العلاقات النسقية تحدث تفاعلات تظهر آثارها على شكل نواتج وعلاوة على هذه العناصر، فإن المنظومة الجغرافية تتكون أيضا من مدخلات (in puts) ومخرجات (out puts) وما بينهما (through put). ويمكن تعريف المنظومة كذلك بأنها علاقة بين المدخلات والمخرجات وما يتم بينهما من عمليات.

## الجغرافيا ودورها في حل المشكلات البيئية
```
الجغرافيا اليوم تدرس جميع مكونات المجال الذي يعيش فيه المجتمع، أي مجتمع من مكونات
```

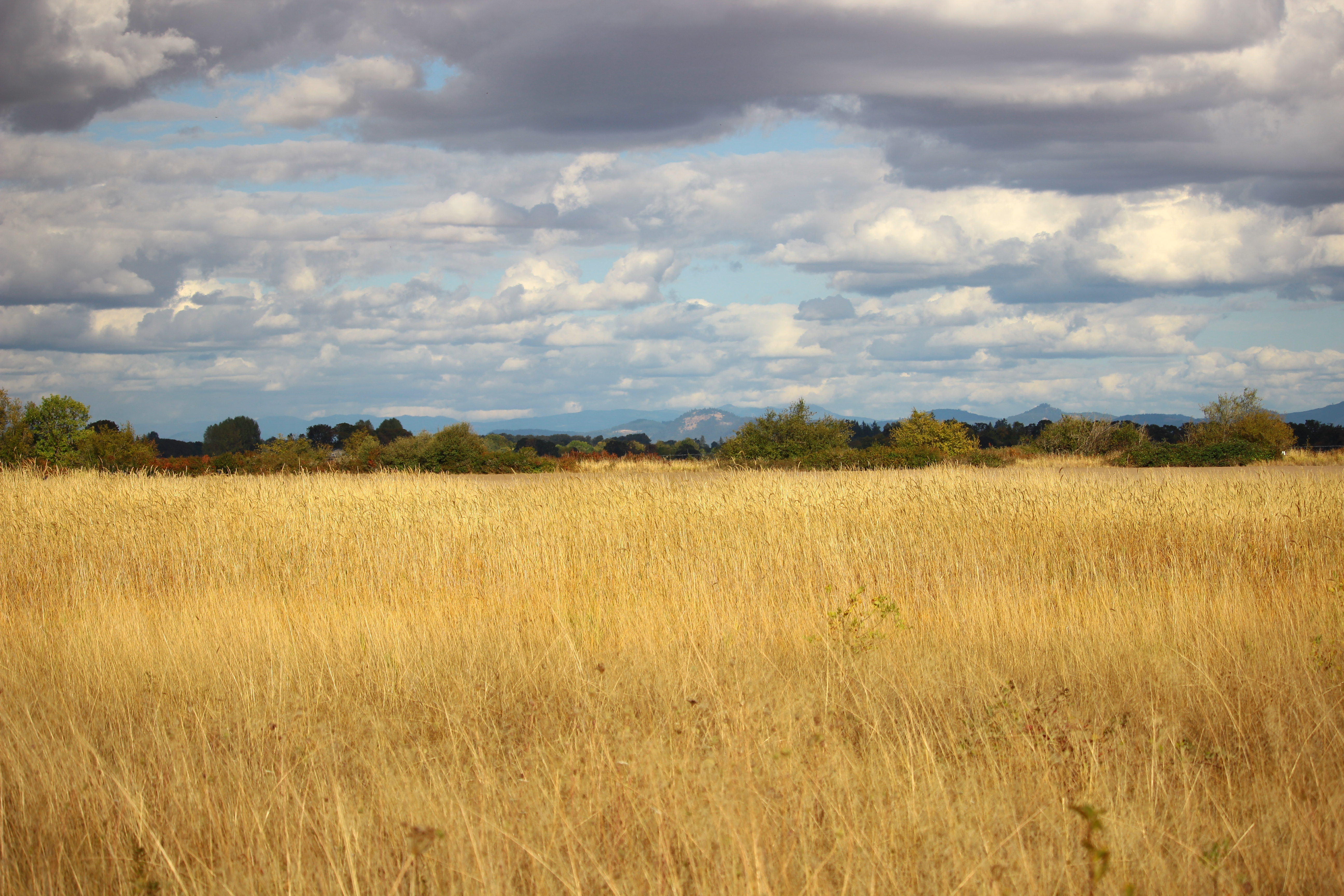
يقع ملجأ الحياة البرية في ولاية أوريغون بالولايات المتحدة.

طبيعية وبشرية ليس فقط من كون هذه المكونات ظواهر تهيكل هذا المجال ولكن في تفاعلها الدائم
وتحولاتها الأبدية السريعة كانت هذه التحولات أو بطيئة ولا تكتفي بوصفها ولكن تذهب إلى أقصى
حدود التفسير والتحليل مع إعطاء وجهة نظر لتحسين الوضع باستغلال منطقي ومحافظة دائمة للوجود البشري في محيط يوفر تكافؤ الفرص بين جميع سكانه
وفق رأي (ل.ن.كاربوف)، فإن مساهمة الجغرافيا في حل المشكلات البيئية يمكن أن تتم
من خلال الأمور التالية:
أ- إيجاد الحل للمشكلات العالمية يشكل محور اهتمام فروع علمية مختلفة كما هو
معروف، وقبل اتخاذ قرارات محددة بهذا الشأن يجب القيام ببحوث مختلفة تشارك
فيها علوم كثيرة، ونظرا لأن الجغرافيا أحد العلوم التركيبية (التي تجمع ما بين
العلوم الطبيعية والعلوم الاجتماعية)، فإنها تستطيع أن تقدم خبرة وأساسا علميا
منهجيا لدراسة هذه المشكلات.
ب- وضع قاعدة بيانات، تضم المعلومات المطلوبة والمتوفرة عن المشكلات
العالمية تعتمد على أبحاث علم الجغرافيا كسجلات المسح الجغرافي، والخرائط،
والمعلومات المحددة الدقيقة التي تنطوي تحت إطار البحوث الجغرافية، ويمكن
توسيعها وفق ما يتطلبه حل تلك المسائل.
ت- أي من المشكلات العالمية تملك دون شك مواصفات إقليمية، والجغرافية
تقدم الخبرة المطلوبة لدراسة العمليات الطبيعية والبشرية، وتحليل العلاقات المتبادلة
بين مختلف العناصر ضمن الإقليم وبينه وبين الأقاليم الأخرى.
وتساعد الجغرافيا في تقديم الحلول المناسبة للكثير من المشكلات البيئية المعاصرة خاصة تلك المشاكل
التي يتعرض لها الغلاف الجغرافي، لأن تلك المشكلات لا يمكن حلها إلا من خلال دراسة العلاقات المتبادلة المباشرة وغير المباشرة بين مختلف عناصر الغلاف الجغرافي وأخذها بالحسبان.
مصطلح الجغرافيا البيئية ليس ما يصفه الجغرافين في العادة وإنما يمكن أن يستخدم ل تعريف الجغرافيين عن أنفسهم أو أعمالهم .في حين أن الجغرافين يتخيلون نظامهم كواحد من نصفي البشرية والطبيعة. داخل هاتين (البشرية ووالطبيعة) يوجد العديد من الفروع الفرعية مثل الجغرافيا الاقتصادية أو الجيومورفولوجيا، والتي يحددها المتخصصون.على الرغم من الانشطة والتفاعل بين الجغرافيا البشرية والطبيعية والاعتراف بها (على سبيل المثال، من قبل جغرافيي «المخاطر الطبيعية» و «الموارد الطبيعية») على سبيل المثال، من خلال جلسات مؤتمرات مختلفة مصممة للتحدث عبر
«الفجوة» (على سبيل المثال، هاريسون وآخرون، 2004)، لا تزال هذه الثنائية المزدوجة تهيمن على المنظمة من النظام الذي يتخيل التقدم في الجغرافيا الطبيعية كشيء منفصل عن التقدم في الجغرافيا البشرية (هذه الأسماء، للقراء غير مألوفين معهم، يرجى الرجوع إلى مجلتين جغرافيتين رائعتين). من الممكن أن تكون وجهة النظر هذه مفاجئة ل غير الجغرافيين والطلاب . وبالرغم من كل شيء فإن الصورة العامة للجغرافيا هي صورة متكاملة،
ي حين أن المدارس تميل إلى التركيز على تحديد التفاعلات والتميز بين الجغرافيا البشرية ووالطبيعة. في حين أن فب الحقيقة الجغرافيا الطبيعية (البيئية) هي شيء صغير وغالبا يكون بعيد المنال والوصول بالمقارنة مع الجغرافيا البشرية. ربما أيضا أن تكون أقل شهرة ومعرفة بالنسبة لقراء أمريكا الشمالية حيث أن الجغرافيا البيئية (البشرية) حافظت على دور رئيسي في بعض الإدارات والمواضيع التالية على سبيل المثال، تقاليد الجغرافيين البشرية والبيئة مثل كارل سوير أو جيلبرت وايت.)
لقد تجلت العلاقة بين الإنسان والجغرافية الطبيعية في الماضي على نحو أكبر مما هي عليه الآن، إذ باتت تكتنفها الغموض والضبابية بفعل الاستخدام المتزايد للتكنولوجيا الحديثة. لذلك، تمثل الجغرافيا المتكاملة مجموعة من الأدوات التحليلية البارزة لتقييم التأثير البشري على البيئة، إذ تُجرى هذه العملية بقياس نتيجة النشاط البشري على تضاريس الطبيعة ودوراتها، إضافة إلى أنظمة الاستشعار عن بعد والمعلومات الجغرافية التي تساهم في جمع المعلومات. لا سيما أن الجغرافية المتكاملة تساهم في الربط بين علاقة البيئة بالإنسان، وتحليل القضايا الاجتماعية والإنسانية، وتوضيح العمليات البيئية للجمهور . وبهذا فقد شكلت الجغرافيا المتكاملة فرعًا ثالثًا من فروع الجغرافيا إلى جانب الفروع الطبيعية والبشرية.

## ماذا يستطيع الجغرافي أن يقدم للتنمية والمشكلات البيئية؟
يتزايد دور الجغرافي في الات التطبيقية يوما بعد يوم، ولعل من أهمها:
- استخدام الخرائط: رغم أن الخريطة الأداة الفعالة في الجغرافيا، إلا أا أضحت في الآونة الأخيرة
وسيلة القائد العسكري وتخطيط المدن وإعداد التراب الوطني والخدمات البلدية...ويعد الجغرافي من أشد
الناس تدقيقا في استعمال الخريطة، ولهذا الغرض نشأت أقسام في مختلف المستويات الدراسية لمادة
الجغرافيا تركز على تدريب التلاميذ في المرحلة الأساسية والإعدادية والثانوية والطلاب في المرحلة
الجامعية على التدرب والتمكن من مهارات استغلال وتوظيف الخريطة.
- نظم المعلومات الجغرافية SIG : في إطار الطرق الحديثة في التدريس تم التركيز على ما يسمى بالكفايات التقنية..إذ تعد تقنية الكومبيوتر والبرامج المعلوماتية تمكن الجغرافي من تحديد المراكز الحضرية
وطرق التخطيط والموارد المائية والصرف الصحي...
- النشاطات الاقتصادية المختلفة: يدرس الجغرافي النشاط الاقتصادي من خلال بحوثه ودراساته
```
وإعداد الخرائط اللازمة لذلك وتحليل البيانات والقيام بدراسات الجدوى الاقتصادية وتحديد مواضع ومواقع
```

النشاطات الاقتصادية، كما يستطيع المتخصص في جغرافية الزراعة إعداد الخريطة المحصولية لأية أرض وإعداد الدورة الزراعية الملائمة لها.
- التربية البيئية: وتظل مادة الجغرافيا المادة الأساسية التي تحظى بنصيب الأسد في مقاربة هذا
الموضوع إلى جانب التربية الإسلامية في إطار ما يسمى بالكفايات الممتدة المتبعة في المناهج الدراسية الحديثة.
إن كثيرا من الباحثين أصبحوا على قناعة تامة بأن مشاكل البيئة تستدعي تضافر جهود دول العالم
بأسره، وطالما أن الخطر يتهدد العالم، فإن الجهد الذي يستوجب بذله لمواجهة ذلك الخطر ينبغي أن يكون على نفس المستوى أي عالميا.

### العلاقة بين علم الجغرافيا وعلم البيئة
إن العلاقة بين الجغرافيا وعلم البيئة قديمة جداً، وقد اخذت الأفكار المتعلقة بالنواحي الإيكولوجية ضمن الإطار الجغرافي تتطور تطوراً سريعاً منذ بداية القرن العشرين
ويرى هكسلي أن الجغرافيا هي علم ارتباط الإنسان بالبيئة 0
وبحسب بعض الأراء فإن الجغرافية تضم كل ما يتعلق باستخدام الطبيعة، بما في ذلك حماية الطبيعة، وحماية المستوى المعيشي للإنسان، وتأثير الإنسان في الوسط المحيط.
إن الجغرافية بوصفها علماً للمكان تؤكد العلاقة الوثيقة بين الجغرافية والبيئة، والتفاعل المتبادل بين الإنسان والبيئة، وهذه المواضيع عالجتها الجغرافيا منذ البداية من خلال رصد وتحليل الظاهرات المختلفة الناتجة عن تتداخل وتشابك عناصر البيئة، وعلاقة الإنسان بها: (البعد الطبيعي، والبعد البشري)، كمان أن الجغرافيا بوصفها علماً مكانياً، يتميز بخاصية فريدة تميزه عن بقية العلوم في دراسة البيئة، باعتبارها تتصف باختلاف مكانية وتأثيرات متبادلة بين مختلف مكوناتها وعناصرها، وفي الحقيقة فانه بحسب جولد فان التفكير في القرن الواحد والعشرين على أنه (قرن المكانية)، أو قرن المنظور المكاني أمر ممكن أو غير مستحيل، وهذا يعني بالمفهوم العلمي أن كل قرار يتعلق بالتخطيط لا ينطوي فقط على وقت الخطة، بل هناك موقع توجد فيه الخطة الموضوعة في مكان معين يكون محدداً بطرق متعددة قبل صدور القرار.